# Crna rijeka (Neretva)
Crna rijeka je rječica u Neretvanskoj dolini. Istječe iz jezera Kuti. U mjestu Podgradina ulijeva se u Malu Neretvu.